# Abuta velutina
Abuta velutina är en tvåhjärtbladig växtart som beskrevs av Henry Allan Gleason. Abuta velutina ingår i släktet Abuta och familjen Menispermaceae. Inga underarter finns listade i Catalogue of Life.